# Campora (Włochy)
Campora – miejscowość i gmina we Włoszech, w regionie Kampania, w prowincji Salerno.
Według danych na rok 2004 gminę zamieszkiwały 563 osoby, 19,4 os./km².